# 美濃口時次郎
美濃口 時次郎（みのぐち ときじろう、1905年 - 1983年）は、日本の社会政策学者・官僚。専門は、人口問題・労働問題等。協調会参事・内閣調査局専門委員・企画院調査官を経て、名古屋大学経済学部教授兼一橋大学教授（併任）等を務めた。経済学博士（一橋大学・1949年）。

## 人物・経歴
東京市小石川区久堅町出身。1927年東京商科大学（現一橋大学）を卒業し協調会入所。上田貞次郎門下で人口問題を専攻し上田主宰の日本経済研究会に参加。協調会参事を経て、1935年内閣調査局入局。内閣調査局専門委員を経て、1937年から企画院で副調査官や調査官を務め、1941年に閣議決定に至った人口政策確立要領の起案を担当。同年『人口問題』を出版。厚生省研究所や、経済安定本部で研究に従事し、1947年から東京商科大学講師や一橋大学経済学部講師として新設の人口問題講座を担当。
1949年『人口理論の研究』により一橋大学より経済学博士の学位を取得。
1950年名古屋大学経済学部教授に就任。同年社会政策学会設立発起人。1956年から一橋大学教授併任。人口問題講座が一橋大学社会学部に移ったのちも担当し、1968年定年退官、福岡大学経済学部教授。一橋大学社会学部の人口問題講座は依光正哲に引き継がれた。1980年福岡大学定年退職、同講師。1983年心不全のため死去。享年77。人口問題研究所の設立に尽力。美濃口武雄一橋大学名誉教授は長男。

## 著書
- 『数学上より見たる欧米産業発達の趨勢』マネジメント社調査部 1929
- 『時局下の新社會政策』社會教育協會 1939
- 『人的資源論』時潮社 1939
- 『人的資源論』八元社 1941
- 『人口問題』羽田書店 1941
- 『日本工業労働力論』甲文堂 1943
- 『人口政策』千倉書房 1944
- 『日本工業労働力論』理想社 1945
- 『工業人口論』東洋經濟新報社 1948
- 『中小工業の經濟的基礎』東洋經濟新報社 1948
- 『賃金論』同文館 1949
- 『人口理論の研究』中央公論社 1949
- 『雇用と失業』中央労働学園 1949
- 『人口政策』中央労働学園 1950
- 『人口問題』新紀元社 1950
- 『適度人口』弘文堂 1950
- 『工業政策』同文館 1952
- 『社会政策 総論』同文館 1952
- 『社会政策 各論』同文館 1953
- 『失業と完全雇用』有信堂 1958
- 『労働経済学』高文社 1959
- 『賃金政策』有信堂 1965